# فضيحة بياتشنزا 2020
فضيحة بياتشنزا 2020 كانت قضية أثارت القلق في إيطاليا، وذلك بعد اعتقال سبعة من أفراد الكارابينيري في بياتشنزا بسبب سلسلة من الجرائم، بما في ذلك تهريب المخدرات والتعذيب.

## التاريخ
في 22 يوليو 2020 في بياتشينزا، تم القبض على سبعة من رجال الشرطة بعد اتهامهم بتهريب المخدرات، وتلقي بضائع مسروقة وابتزاز واعتقال غير قانوني وتعذيب وإيذاء جسدي خطير واختلاس وإساءة استخدام المنصب واحتيال، واتهم السبعة فيما بعد بجرائمهم. واعتقل «زعيم» المجموعة الضابط مونتيلا، واتهمهم بزرع أدلة على جرائم لم يرتكبها المعتقلون قط، وتم وضع المخدرات التي قام بتهريبها في جيب المحتجزين. تم القبض على رجل مغربي بشكل غير قانوني من قبل الضباط السبعة، واتهم الرجل مونتيلا بلكمه عدة مرات أثناء وجوده في الحجز وذكر أن الضابط ضحك أثناء التعذيب. اعترف مونتيلا فيما بعد بأنه مارس التعذيب بعد محاولته في البداية اتهام زملائه فقط. تم الإبلاغ عن العديد من حالات التعذيب الأخرى داخل مركز الشرطة وخارجه أثناء الاعتقال، مثل حالة رجل نيجيري اقترب منه مونتيلا والتقاط صور للرجل أثناء الاعتقال وهي ملطخة بالدماء. ونقل مونتيلا أن الرجل «سقط» أثناء الاعتقال، لم يصدق المحققون رواية مونتيلا. اتهمت امرأة برازيلية المارشال أورلاندو أحد الضباط المتهمين بإجبارها على ممارسة الجنس معه تحت طائلة الابتزاز والترهيب، حيث هددها المارشال «بإرسالها إلى البرازيل وعدم العودة إلى إيطاليا أبدًا». كما تعرضت المرأة للضرب في مركز الشرطة من قبل أورلاندو، وذكرت أن الضباط السبعة تناولوا الكوكايين داخل مركز الشرطة عدة مرات، وحدثت جائم أخرى مع البغايا هناك، أورلاندو هو من حمل المخدرات داخل المحطة. تعرض عدد من البغايا للضرب والتهديد من قبل الضباط.